# 春風亭

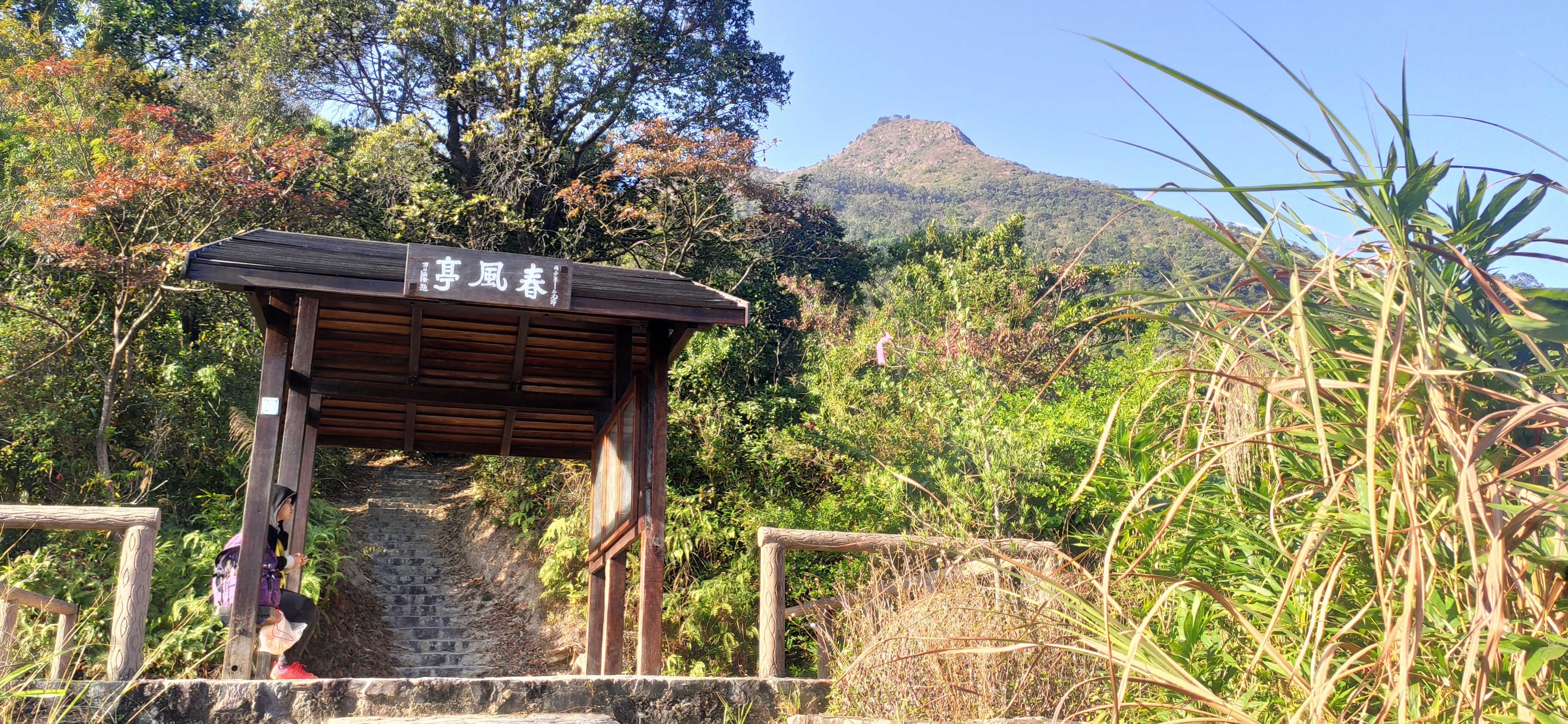
春風亭 (2019年)

春風亭（英語：Spring Breeze Pavilion）坐落於香港大埔八仙嶺仙姑峰山腳，是為紀念1996年2月10日八仙嶺山火中捨己救人的兩位老師（周志齊老師、王秀媚老師）而建。「春風亭」一名，寓意春風化雨，教育深恩，作育萬物。
春風亭於1996年3月12日下午由時任港督彭定康主持揭幕儀式。
春風亭的橫匾上的「春風亭」三字乃國畫大師方召麐（時任布政司陳方安生母親）的書法作品，春風亭內鑲有三塊碑刻，當中為時任港督揭幕紀念碑，兩側分別為由當時的教育署署長余黎青萍撰寫的中英對照碑記，闡述事件始末，亭前植有兩株羅漢松，紀念兩位老師捨己救人的崇高精神。
春風亭位於八仙嶺郊野公園內的八仙嶺自然教育徑第二站，自入口引水道石階上行即達。春風亭背靠八仙嶺連峰，面向船灣淡水湖。

## 骨灰龕位置
周志齊老師及王秀媚老師的骨灰龕均設於沙田寶福山：
- 周志齊老師，寶亭堂內

- 王秀媚老師，妙廣堂內

## 外部連結
- 春風亭落成有感 （页面存档备份，存于）